# Manganate de potassium
Ne doit pas être confondu avec Hypomanganate de potassium ou Permanganate de potassium.
Le manganate de potassium ou manganate(VI) de potassium est un composé inorganique de formule K2MnO4. Ce sel vert est notamment rencontré comme intermédiaire lors de la production industrielle du permanganate de potassium.

## Structure
K2MnO4 est constitué de cations K+ et d'anions manganate MnO42−. Il cristallise dans le système orthorhombique avec comme paramètres de maille, a = 766,7 pm, b = 589,5 pm et c = 1 035,9 pm. Le groupe d'espace est Pnma (no 62) et il y a quatre K2MnO4 dans l'unité cellulaire. Les anions sont tétraédriques avec une distance Mn-O moyenne de 165,9 ± 0,8 pm et l'angle O-Mn-O moyen est de 109,5 ± 0,7°. L'accroissement de 3 pm de la distance Mn-O par rapport à celle dans le permanganate de potassium est cohérent avec le calcul des orbitales moléculaires des ions manganates. Les cations K+ sont entourés de 8 atomes d'oxygène formant un antiprisme irrégulier.

## Production
Comme intermédiaire dans la production de KMnO4, K2MnO4 est industriellement produit suivant :
2 MnO2 + 6 KOH + 1⁄2 O2 → K2MnO4 + H2O.
Au laboratoire, K2MnO4 peut être préparé en chauffant une solution de KMnO4 et de KOH puis en récupérant les cristaux verts obtenus après refroidissement :
2 KMnO4 + 2 KOH → 2 K2MnO4 + 1⁄2 O2 + H2O.

## Réactions
K2MnO4 se décompose vers 600 °C en donnant de l'oxygène, l'hypomanganate (K3MnO4) et l'oxyde de manganèse(III) (Mn2O3). Il est relativement stable en solution basique mais se décompose rapidement en milieu acide en permanganate (KMnO4) et oxyde de manganèse(IV) (MnO2),.
L'oxydation anodique du manganate permet d'obtenir le permanganate suivant :
K2MnO4 + H2O → KMnO4 + KOH + 1⁄2 H2.

## Utilisations
La majorité du manganate(VI) de potassium produit est utilisé pour synthétiser le permanganate de potassium. Il est également utilisé pour le traitement de surface du magnésium et comme réactif oxydant.